# UA号潜艇 (1914年)
陛下之A号潜艇是德意志帝国海军在第一次世界大战期间使用的一艘潜艇或称U艇。它原是挪威皇家海军向基尔日耳曼尼亚船厂订购的A级潜艇的五号艇，于1914年5月9日下水，但至同年8月5日战争爆发后被德国政府没收。1914年8月14日，该艇以U-0号（SM U 0）之名投入德意志帝国海军服役；两周后又更名为UA号，并被委派担任海岸保卫任务。1916年，UA被转移至潜艇学校担任教学任务。
战后，根据停战协议的要求，UA号于1918年11月24日移交英国，并在哈维奇正式向协约国投降。1919年4月，该艇从哈维奇被转运至一个法国港口时，在福克斯通附近失踪。其残骸于2013年由沉船考古学家英尼斯·麦卡特尼所寻获。

## 脚注
1. ↑  Helgason, Guðmundur. . German and Austrian U-boats of World War I - Kaiserliche Marine - Uboat.net.   [2009-02-23].
2. ↑  Gothling & Lorscher & Schnetzke，第80頁.
3. ↑  .   [2021-12-03]. （原始内容存档于2019-12-11）.
4. ↑  Dodson & Cant，第24, 128頁.